# On refait le sport
On refait le sport est une émission de radio créée en 2011, diffusée sur RTL du mardi au jeudi de 22 heures à 23 heures et présentée par Sylvain Charley.
Pendant tous les mois de juillet, l'émission est diffusée du lundi au vendredi de 20 heures à 21 heures.
L'émission passe en revue l'actualité sportive en s'appuyant sur des invités et sur les journalistes du service des sports de la station.

## Présentateurs
- ?-2014 : Sylvain Charley
  - 2014 : Isabelle Langé (remplaçant)
  - 2014 : Ludovic Vandekerckhove (remplaçant)
- ?-2020 : Éric Silvestro
  - 2020 : Aurélia Valarié (remplaçant)
- 2020- : Isabelle Langé
  - 2020 : Sylvain Charley (remplaçant)
  - 2020 : Jean-Michel Rascol (remplaçant)